# 納家政嗣
納家 政嗣（なや まさつぐ、1946年 - ）は、日本の国際政治学者。一橋大学名誉教授、上智大学名誉教授。専門は、国際政治、安全保障論。日本国際政治学会理事、国際法学会理事。

## 人物
秋田県出身。1969年上智大学経済学部卒業。1982年上智大学大学院外国語学研究科国際関係論専攻博士後期課程単位取得退学。緒方貞子などの指導を受けた。

### 職歴
- 1995年 上智大学外国語学部教授[3]
- 1999年 一橋大学大学院法学研究科教授[3]
- 2007年 青山学院大学国際政治経済学部教授[3]
- 2010年 一橋大学名誉教授[3]
- 2013年 上智大学外国語学部特任教授[4][5]
- 2014年 上智大学総合グローバル学部特任教授[3]
- 2018年 上智大学国際関係研究所特任教授[3]
- 2020年 上智大学国際関係研究所客員所員、上智大学名誉教授[3]

## 著書

### 単著
- 『国際紛争と予防外交』（有斐閣, 2003年）

### 共著
- （野林健・大芝亮・長尾悟）『国際政治経済学・入門』（有斐閣, 1996年）
- （野林健・大芝亮・山田敦・長尾悟）『国際政治経済学・入門［新版］』（有斐閣, 2003年／第3版, 2007年）
- （山本吉宣・井上寿一・神谷万丈・金子将史）『日本の大戦略』（PHP研究所, 2012年）

### 共編著
- （デヴィッド・ウェッセルズ）『ガバナンスと日本――共治の模索』（勁草書房, 1997年）
- （竹田いさみ）『新安全保障論の構図』（勁草書房, 1999年）
- （梅本哲也）『大量破壊兵器不拡散の国際政治学』（有信堂, 2000年）
- （野林健）『聞き書緒方貞子回顧録』（岩波書店, 2015年）
- （永野隆行）『帝国の遺産と現代国際関係』（勁草書房, 2017年）

### 翻訳
- S・D・コーエン『アメリカの国際経済政策――その決定過程の実態』（三嶺書房, 1995年）